# Niamatpur
Niamatpur är ett underdistrikt i Bangladesh. Det ligger i den nordvästra delen av landet, 220 km nordväst om huvudstaden Dhaka.
Trakten runt Niamatpur består till största delen av jordbruksmark. Runt Niamatpur är det mycket tätbefolkat, med 1 221 invånare per kvadratkilometer.